# Élections générales irlandaises de 1951
L’élection générale irlandaise de 1951 s'est tenue le 30 mai 1951. 146 des 147 députés sont élus et siègent au Dáil Éireann.

## Mode de scrutin
Les élections générales irlandaises se tiennent suivant un scrutin proportionnel plurinominal avec scrutin à vote unique transférable. En effet, le Ceann Comhairle, qui préside le Dáil Éireann, est automatiquement réélu, conformément à l'article 16, alinéa 6, de la Constitution.

## Résultats

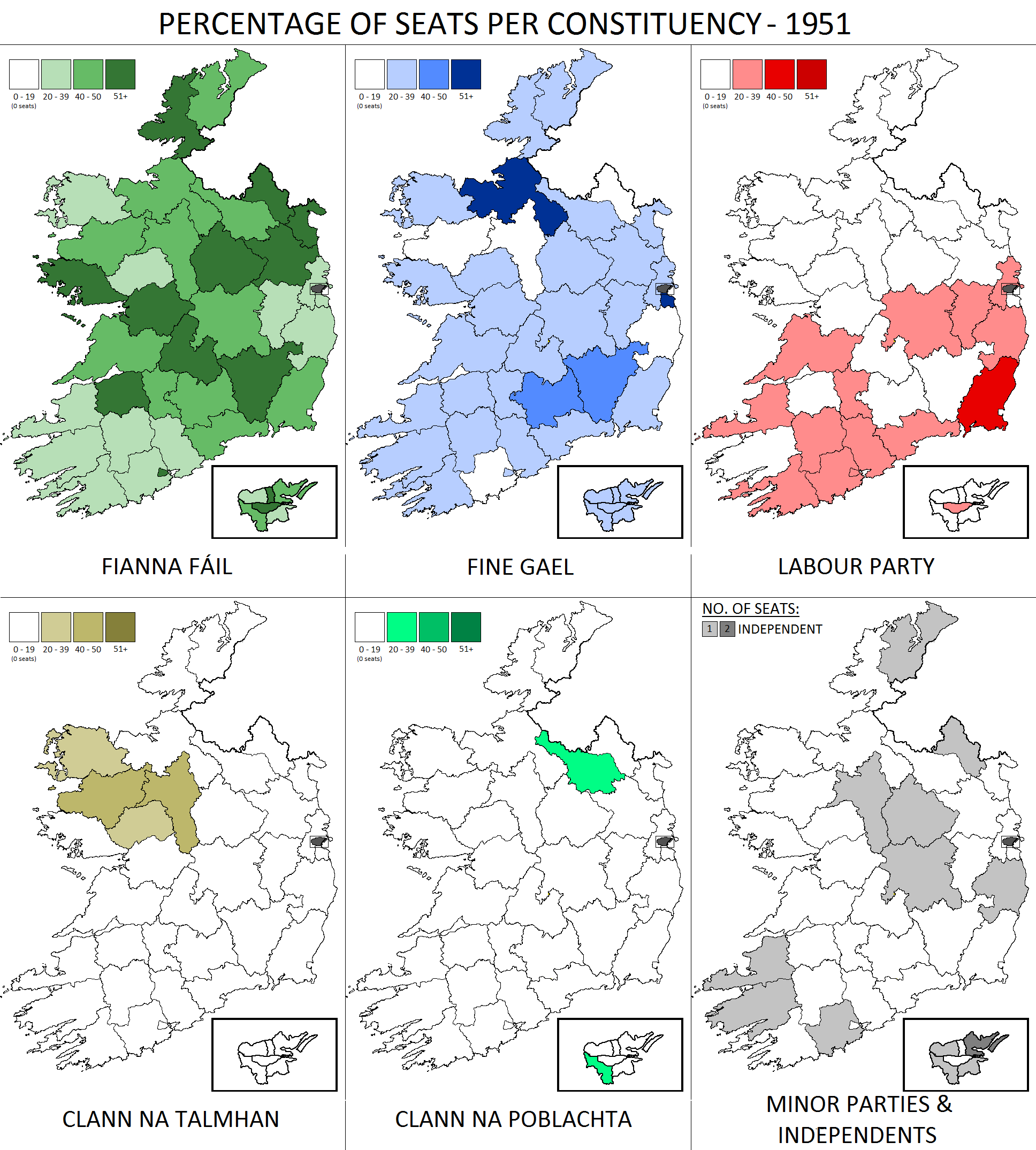
Résultats par circonscription

| Parti                                              | Parti                            | Leader               | Voix      | %      | +/- | Sièges | +/-        | % du Dáil |
| -------------------------------------------------- | -------------------------------- | -------------------- | --------- | ------ | --- | ------ | ---------- | --------- |
|                                                    | Fianna Fáil                      | Éamon de Valera      | 616 212   | 46,3 % | 4,4 | 69     | 1          | 46,9      |
|                                                    | Fine Gael                        | Richard Mulcahy      | 349 922   | 25,8 % | 6,0 | 40     | 9          | 27,2      |
|                                                    | Parti travailliste               | William Norton       | 151 828   | 11,4 % | 0,1 | 16     | 3          | 10,9      |
|                                                    | Clann na Poblachta               | Seán MacBride        | 54 210    | 4,1 %  | 9,1 | 2      | 8          | 1,4       |
|                                                    | Clann na Talmhan                 | Joseph Blowick       | 38 872    | 2,9 %  | 2,7 | 6      | 1          | 4,1       |
|                                                    | Ligue des travailleurs irlandais | Michael O'Riordan    | 295       | 0,0 %  |     | 0      |            | 0         |
|                                                    | Indépendants                     | Indépendants         | 127 234   | 9,6 %  | 2,4 | 14     | 3          | 9,5       |
| Votes blancs et nuls                               | Votes blancs et nuls             | Votes blancs et nuls | 12 043    |        |     |        |            |           |
| Total                                              | Total                            | Total                | 1 350 616 | 100 %  |     | 147    | stagnation | 100       |
| Participation                                      | Participation                    | Participation        | 1 785 144 | 75,7 % |     |        |            |           |
| Un gouvernement Fianna Fáil minoritaire est formé. |                                  |                      |           |        |     |        |            |           |